# Гоноболін Олександр Чарльзович
Олекса́ндр Ча́рльзович Гонобо́лін (* 1953) — заслужений і народний артист України, скрипаль, диригент, композитор, член французьких асоціацій композиторів «SACEM» та виконавців «SPEDIDAM», член ДААСП (Україна). Член та володар диплому та золотої медалі Французького академічного товариства  ARTS-SCIENCES-LETTRES.
Почесний громадянин міста Херсона, Член правління Благодійного Фонду громади міста Херсон "Захист".
Автор численних творів для оркестру, ансамблю, скрипки, фортепіано.

## Біографія

### Походження та родина
Батько композитора — Чарльз Олексійович — російський ремісник з Ленінградської області, переселився до Абхазії в 1950-х роках, де захопився архітектурою. В Абхазії він знайшов нову батьківщину і брав участь в її долі, неодноразово відновлюючи набережні, парки, санаторії.
Сім'я Гоноболіних брала активну участь у мистецькому житті м. Сухумі. Частою гостею у них була Варвара Дмитрівна Бубнова — російська художниця, педагог, мистецтвознавець. Можливо, тому  Ольга, молодша сестра Олександра Гоноболіна, стала художницею. А майбутнє Олександра визначили батьки, відчувши його музичні здібності.
У Олександра Гоноболіна є двоє синів.

### Освіта
Навчання грі на скрипці Олександр Гоноболін почав з шести років в дитячій музичній школі № 1 Сухумі у Ганни Дмитрівни Бубнової-Оно. Після закінчення, в 1967 році, Олександр продовжив навчання в Київській середній спеціальній школі ім. М. В. Лисенка у доцента П. М. Макаренко.
У 1972 році вступив до Київської державної консерваторії ім. П. І. Чайковського (з 2005 року — Національна музична академія України імені П. І. Чайковського).
З 1974 по 1978 рік займався в класі професора  О. М. Пархоменко.

### Артистична діяльність
З 1977 року починається артистична діяльність Олександра Гоноболіна.
У 1977 році Олександр став лауреатом 1-ї премії українського конкурсу скрипалів у м. Києві.
У 1989 році присвоєне почесне звання «Заслужений артист України».
У 2018 році присвоєне почесне звання «Народний артист України»
Працював: концертмейстером Державного симфонічного оркестру Абхазії; солістом Сухумської, Херсонської, Миколаївської філармоній; диригентом Миколаївського камерного оркестру «Капріччіо»; викладачем Сухумського музичного училища.
Він виступає в Україні, Росії, Франції, Болгарії, Угорщині, Німеччині, Голландії, Іспанії, Ізраїлі, Грузії, Абхазії, виконуючи музику відомих композиторів, а також свої твори.

### Композиторська діяльність
Автор понад 400 творів. Серед них — твори для симфонічних та камерних оркестрів, ансамблів, струнно-смичкових інструментів, фортепіано, а також вокальні твори.
П'єси для скрипки і фортепіано Largo, La Danse, Tango Музичної федерацією Франції рекомендовані для іспитів в музичних закладах країни.
Написав музику до спектаклів, поставлених у театрах Риги, Залаегерсег (Угорщина), Києва, Херсона, Миколаєва.
Твори Олександра Гоноболіна виконували багато відомих солістів та оркестрів: Б.Півненко, О.Баженов, О.Рівняк, Д.Удовиченко, Д.Гоноболін, Г.Мороз, С.Зубицький, Н.Стець, А.Рахманін, А.Замков, В.Осадчий та ін.
Berliner Philharmoniker, Georgische Kammerorchester, Ensemble ars mundi (Іспанія), Національний симфонічний оркестр України, Симфонічний оркестр Національної радіокомпанії України, Запорізький академічний симфонічний оркестр, Національний ансамбль солістів "Київська камерата", Миколаївський камерний оркестр "Арс-нова"  та ін.

### Диригентська діяльність
В даний час О. Гоноболін очолює Камерний оркестр «ARS-NOVA» Миколаївської обласної філармонії. В репертуарі колективу найкращі зразки світової класики, твори українських композиторів, а також власні композиції О.Гоноболіна.

## Основні твори

### Твори для камерного оркестру
- Адажіо і Алегро (1984)
- Музичний жарт на тему C. Фостера «О, Сюзанна!» (Соло скрипки) (1988)
- Симфонія «Романтична» для камерного оркестру (1989)
- Капріччіо (соло Флейти) 1989
- Верхи на необ'їжджений секунді (1989)
- Серенада (2006)
- Зимовий вальс (2009)
- Крива полька (соло Флейти) (2009)
- Танго кішок (2010)
- Різдвяний жарт (2010)
- Соль-ре-соль (Музичний жарт на тему Моцарта) (2010)
- Попурі на аргентинські танго (2011)
- Жартівлива фантазія (2011) + Ансамбль народних інструментів

### Твори для камерних ансамблів
- Музиканти сміються (5 мініатюр) (1984) (скрипка і контрабас)
- Концертна імпровізація (1984) (скрипка і контрабас)
- Грузинський танець (1984) (скрипковий дует)
- Фантазія на теми пісень Великої вітчизняної війни (1985) (струнний квартет)
- Грузинський танець Скрипкові ансамблі випуск 5. 1988 (версія для ансамблю скрипалів)
- Безтурботна компанія (1989) (фортепіанне тріо)
- Споглядання (1991) (фортепіанне тріо)
- Самотність для двох (1994) (скрипковий дует)
- Танго кішок (оригінал для скрипки і фортепіано) (1999; фортепіанний дует)
- Фантазія на тему «Вечірній дзвін» (1999) (скрипка, баян, контрабас)
- Муз. ілюстрації до казки Теремок (2011) (струнний квартет)

### Твори для соло інструментів з Камерним оркестром
- Пустотливі синкопи (соло флейти) (1986)
- Нюанс любові (соло флейти і контрабаса) (1988)
- Безтурботна компанія (1989) (соло скрипки і віолончелі)

### Твори для скрипки з оркестром
- Концерт-фантазія (1984)
- Прелюдія, колискова і регтайм (1984)
- Танець (1984)
- Посвята Ф. Крейслеру (1985)
- Пора, Маестро! (1986) «Музична Україна» Скрипкові ансамблі випуск 7. (1989)
- Томління (1995)
- Ларго (1998)
- Вальс «Souvenir de l'Aubiniere» (1999)
- Самотній місяць (1999)
- Босса нова (1999)
- Роздум (1999)
- Танго (1999)
- Гумореска (1999)
- Колискова синові (2000)
- Тарантела (2000)
- Концерт «Зима» з циклу «Пори року» (2003)
- Бажання (2004)
- АлГоРитми (2004)
- Танго вогню (2011)
- Споглядання (2011)
- Танго в поцілунку (2011)
- Місячна рапсодія (фантазія на теми старовинних танго)

### Твори для скрипки та фортепіано
- Прелюдія, колискова і регтайм (1984)
- Танець (1984) Видано у Франції LC Editions (1999)
- Посвята Ф. Крейслеру (1985)
- Томління (1995)
- Ларго (1998) Видано у Франції LC Editions (1999)
- Вальс «Souvenir de l'Aubiniere» (1999) Видано у Франції LC Editions (2001)
- Самотній місяць (1999)
- Босса нова (1999)
- Клоун з броньовичком (1999)
- Роздум (1999)
- Танго (1999) Видано у Франції LC Edition (2001)
- Танго кішок (1999)
- З нового вікна (1999)
- Гумореска (1999)
- Колискова синові (2000)
- Тарантела (2000) Видано у Франції LC Edition (2001)
- АлГоРитми (2004)
- Танго вогню (2011)
- Споглядання (2011)
- Танго в поцілунку (2011)

### Твори для скрипки соло
- Осінь в Нормандії (1996)
- Ескіз до портрета Художника (1998)

### Твори для юних скрипалів
- 12 маленьких дуетів (2001)
- 6 маленьких дуетів (2001)
- Мелодія (2009)
- Дрібничка (2009)
- Гарний настрій (2009)
- Старанний учень (2010) (2 скрипки — учень і педагог)
- Танго злого собаки (2011)

### Твори для фортепіано
- Фуга
- 2 скороминущості
- Блюз
- Танго кішок (для 4-х рук)